# Košice-Barca
Barca (Hongaars Bárca) is een deelgemeente van Košice en ligt op het grondgebied van het district Košice IV. De plaats telt 3.367 inwoners. Binnen dit stadsdeel ligt de tweede grootste luchthaven van Slowakije, met name de luchthaven van Košice.
Tot 1968 was Barca een zelfstandig dorp. In dat jaar werd het als stadsdeel geïntegreerd in Košice.

## Topografie

### Ligging
Barca ligt op een afstand van ongeveer 4 kilometer ten zuiden van het oude stadscentrum Staré Mesto, op een hoogte van 210 meter boven de zeespiegel. De plaats heeft een oppervlakte van 18,123 km².

### Straten
De volgende straten bevinden zich geheel of gedeeltelijk in het stadsdeel:
Abovská, Andraščíkova, Barčianska, Borodáčova, Bronzová, Cínová, Cirbusovej, Čkalovova, Fándlyho, Gavlovičova, Hečkova, Horovova, Hraničná, Chrómová,Kapustná, Kostrova, Krátka, Kubíková, Ľanová, Matičná, Medená, Močiarna, Mosadzná, Nám. mladých poľnohospodárov, Niklová, Ovocná, Pokojná, Poničanova, Pri stanici, Pri pošte, Pri vagovni, Radlinského, Strieborná, Svetlá, Svetlá pusta, Teplého, Timravy, Turnianska, Ulica Osloboditeľov, Vozárova, Za školou, Zborovjanova, Zemianska, Zinková.

Plaatsbepaling van het stadsdeel Barca binnen het district Košice IV.

### Wijken
- Boľarov (Borodáčova, Vozárova, Gavlovičova, Krátka, Barčianska)
- Habeš (Osloboditeľov, Medená, Bronzová, Cínova, Zinková, Pri stanici, Strieborná, Mosadzná)
- Nová Barca (Podnikateľská, Močiarna, Kubíková, Pri vagovni)
- Nový Jarek (Barčianska, Hraničná, Kapustná, Ľanová, Ovocná, Turnianska)
- Ortaš (Abovská, Matičná, Teplého)
- Stará Barca (Hečkova, Pokojná, Pri pošte, Tešedíkova, Zborovjanova)
- Svetlá Pusta ("Világoš")
- Tatry (Timravy, Poničanova, Kostrova, Horovova, Svetlá)[2]

### Waterlopen
Aan de noordelijke grens van Barca vloeit van west naar oost de beek: Myslavský potok. Ten oosten van Barca mondt deze uit -via de rechteroever- in de rivier Hornád.

## Geschiedenis
Barca was reeds bewoond in het oude steentijdperk. De bewoning in de oudheid blijkt uit opgegraven overblijfselen van prehistorische nederzettingen. De toenmalige bewoners leefden van het plukken van fruit en de jacht op mammoeten.
De plaats werd voor het eerst schriftelijk vermeld in 1215 in een oorkonde genaamd "Barca". Reeds in de 13e eeuw onderscheidde men drie delen: Albárca, Felbárca en Középbárca (Opper-Barca, Neder-Barca, en Midden-Barca).
Het oord was ooit een versterkte plaats: tijdens de middeleeuwen stond er een fort voor de verdediging van het dorp dat als het ware een versterkte voorpost vormde, voor de naburige stad Košice. De ruïnes van die vesting zijn anno 2021 nog steeds zichtbaar.

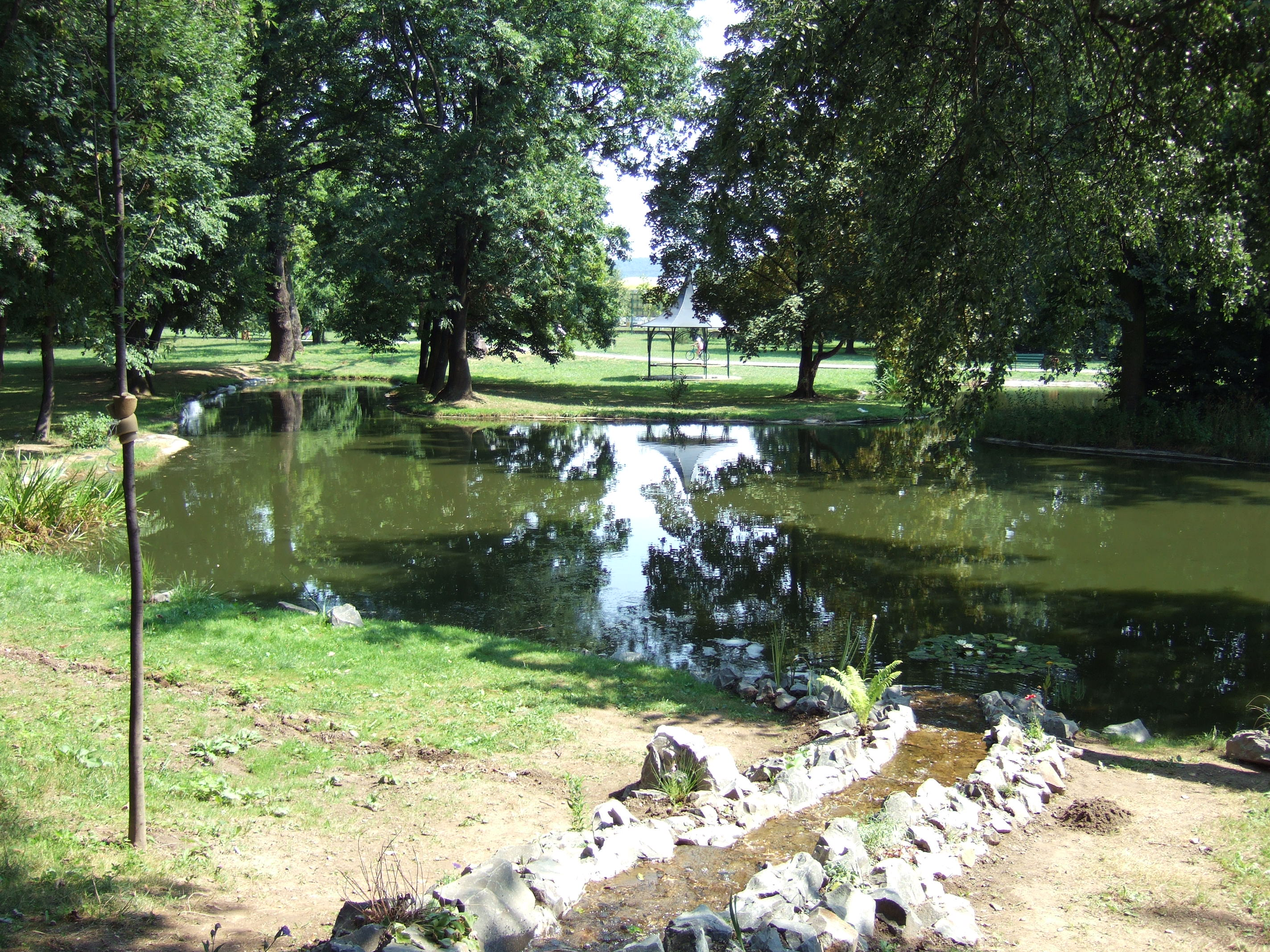
Meer van Barca.

Op het einde van de 18e eeuw schreef András Vályi over deze plek: « BÁRCZA. Een gemengd dorp in het comitaat Abaúj-Torna, bewoond door Katholieken en Hervormden. Het ligt in de buurt van de stad Košice. Er is een kasteel en er zijn verscheidene eigendommen ».
In zijn in 1851 gepubliceerde geografische woordenboek schreef Fényes Elek als volgt: « Er zijn 730 Rooms-Katholieken, 97 Joden, 48 Grieks-Katholieken, 29 Hervormden en 25 Protestanten. In de nederzetting is er een katholieke kerk en een hervormde kerk. Er zijn 4 kastelen, waarvan er één op een heuvel ligt. Het mooiste en grootste ligt in een recent aangelegde Engelse tuin. Er zijn ook verscheidene herbergen, veel ambachtslieden en een gastenverblijf ».
In Samov Borovszky's serie monografieën over het comitaat Abaúj-Torna leest men: « De eerste plaats die we voorbij Košice aantreffen, is Bárcza, dat 127 huizen telt, 1098 Hongaarse inwoners heeft en nog andere bewoners. Er is een spoorweg-, post- en telegraafstation. Hier vertakken spoorlijnen van de hoofdlijn. Hier is de oude haardstede van de adellijke familie Bárczay. Sporen van hun kasteel zijn nog steeds zichtbaar. De rooms-katholieke kerk werd gebouwd in de tijd van Karel I Robert van Hongarije (14e eeuw). De kerk heeft een interessante houten doopvont uit de 17e eeuw ».

« Er zijn drie kastelen in het dorp. Een ervan behoort aan József Bárczay. Het is een van de mooiste kastelen in het comitaat en staat te midden van een mooi park op een heuveltop. Het is gebouwd in de meest pure renaissancestijl en heeft twee verdiepingen. Aan de voorzijde ligt een prachtig groot meer. De bouw van zijn grondvesten gaat eeuwen terug, want volgens een in steen gegraveerde inscriptie op een muur werd het gebouw reeds in 1454 gerenoveerd. Het kreeg zijn hedendaagse vorm in de tijd van de vader van de huidige eigenaar, in 1840... ».

« Het tweede kasteel is het Ödöné Bárczay, een gebouw met twee verdiepingen dat bijna even groot is als het eerste, maar het begin te vervallen en de eigenaar bewoont een ander mooi gebouw ».
Tot het einde van de Eerste Wereldoorlog maakte Barca deel uit van van het Koninkrijk Hongarije (Opper-Hongarije). Toen werden de grenzen van verscheidene Europese landen hertekend. Ingevolge het Verdrag van Trianon (1920) werd Opper-Hongarije en ipso facto ook Barca overgedragen aan Tsjecho-Slowakije. Als gevolg van de Eerste Weense Arbitrage keerde het dorp op 2 november 1938 terug naar Hongarije maar 17 jaar later, op het einde van de Tweede Wereldoorlog, in 1945, werd het opnieuw ingelijfd bij Tsjecho-Slowakije. Vanaf 1968 maakte de plaats deel uit van de stad Košice.

## Bevolking[4]

### Evolutie
| Jaar | Inwoners | Taal                                            |
| ---- | -------- | ----------------------------------------------- |
| 1880 | 993      | • Slowaaks: 631 • Hongaars: 208                 |
| 1890 | 1.098    | • Slowaaks: 738 • Hongaars: 327                 |
| 1900 | 1.260    | • Slowaaks: 982 • Hongaars: 237                 |
| 1910 | 1.330    | • Slowaaks: 703 • Hongaars: 609                 |
| Jaar | Inwoners | Nationaliteit                                   |
| 1921 | 1.359    | • Tsjecho-Slowaaks: 1.206 • Hongaars: 82        |
| 1930 | 1.673    | • Tsjecho-Slowaaks: 1.475 • Hongaars: 50        |
| 1941 | 1.856    | • Slowaaks: 200 • Hongaars: 56                  |
| 2001 | 3.054    | • Slowaaks: 2.899 • Hongaars: 3 • Tsjechisch: 2 |
| 2011 | 3.361    | • Slowaaks: 3.167 • Hongaars: 37                |
| 2018 | 3.756    | Geen details voorhanden.                        |

### Bekende inwoners
- Major Jaroslav Teplý, archeoloog
- Vladimír Janočko, voormalig voetballer[6]

### Ingeboren
- Imrich Sedlák, rooms-katholieke priester
- Jozef Plachy, voormalig atleet[6]

## Bezienswaardigheden

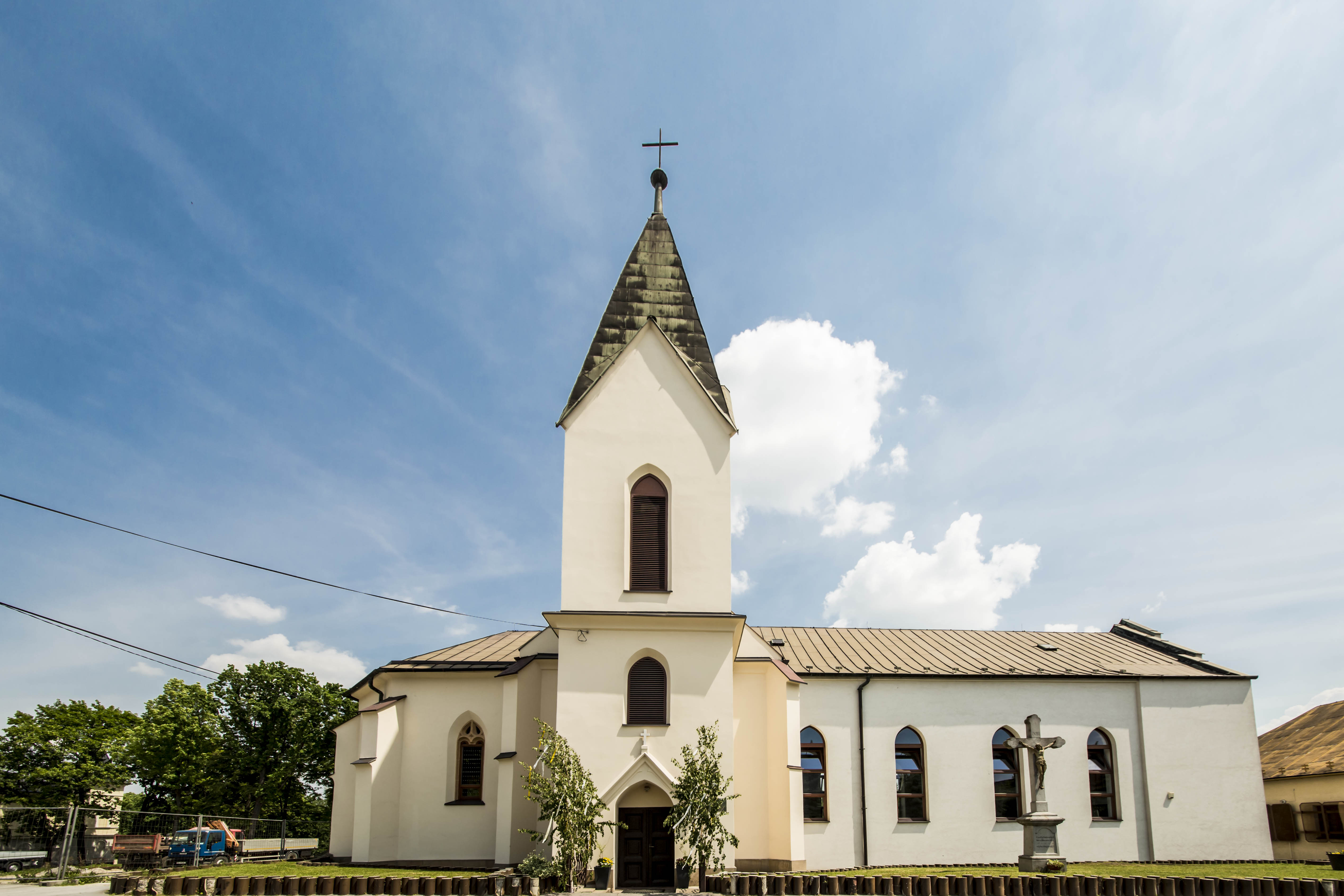
Sint-Petrus en Sint-Pauluskerk.

- De Sint-Petrus en Sint-Pauluskerk (rooms-katholiek) werd in de 14e eeuw in gotische stijl opgetrokken. Ze werd voor het eerst verbouwd in 1934 en de tweede keer in 1944. De laatste grote verbouwing vond plaats in de jaren 1980.[2]
- Het Barčianskypark. Dit park is 7 hectaren groot en heeft een vijver.[6]

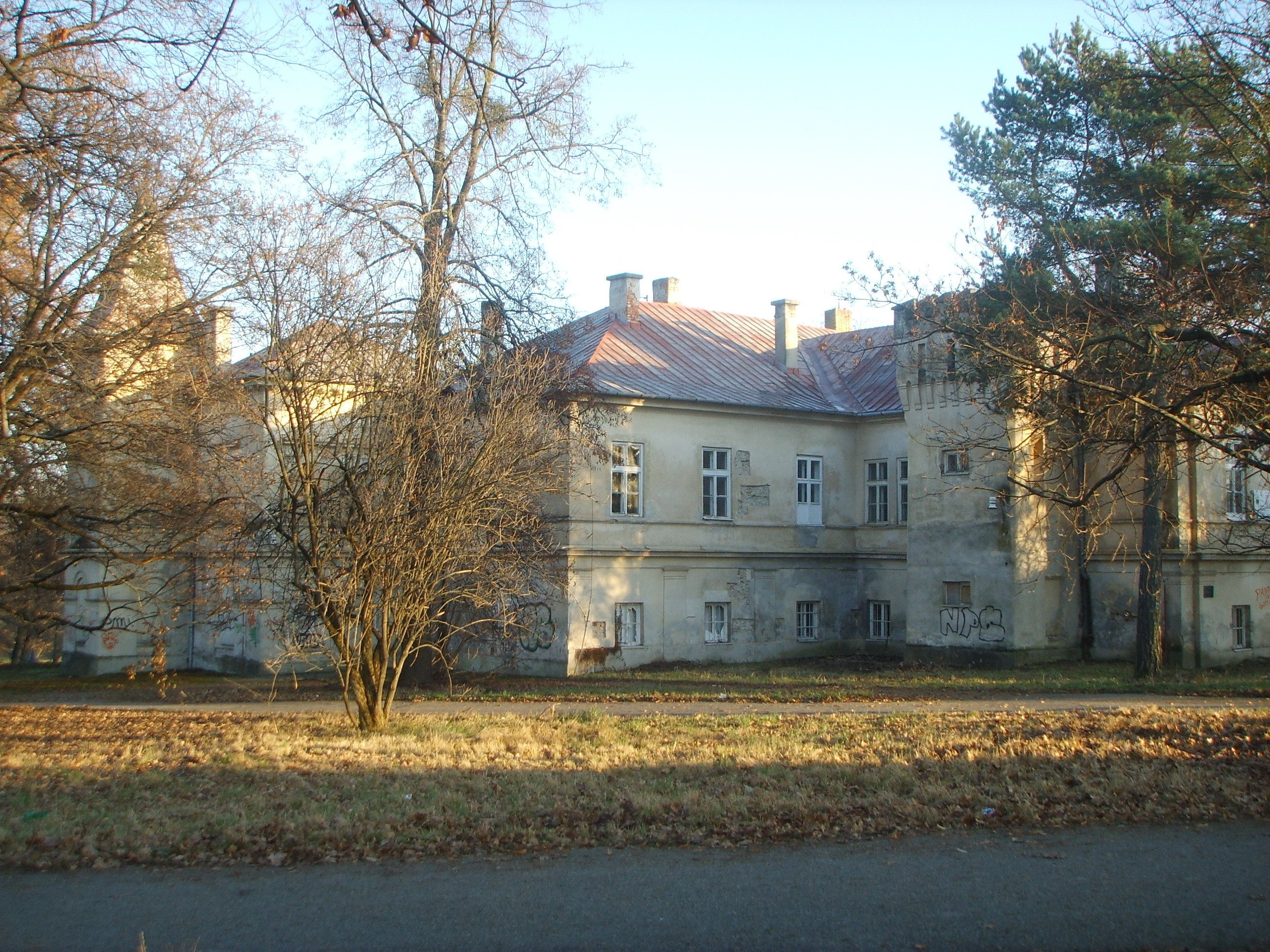
Het kasteel van de familie Barcai.

- Het kasteel van de familie Zichy is gebouwd in renaissancestijl in de 15e eeuw en gerenoveerd in 1849. Vijftig jaar later, in 1899, werd het weder opgebouwd door de bekende architect uit Košice: bouwmeester Peter Jakab. Het gebouw had verscheidene functies:
  - in 1935 was er de Experimentele Staatseconomie;
  - in 1936–1938 werd de Gazdinská-school er opgericht;
  - in 1938 was er het militaire hoofdkwartier, en later de Hongaarse Gendarmerieschool;
  - na de bevrijding werd -tot 1952- een deel van het gebouw gebruikt voor het National Security Corps;
  - vanaf 9 oktober 1955 tot 18 september 1970 was de Middelbare Landbouwtechnische School er gevestigd;
  - in 2008 kocht de gemeente het gebouw en richtte men er een gemeentelijke bibliotheek in, evenals een museum en een postkantoor.[2]

- Het kasteel van de familie Barcai ligt in het Barčianskypark tegenover de Calvinistische kerk (Jozefinsky kostol) (Abovská-straat). Het werd gebouwd in barokstijl uit de 17e eeuw en kreeg zijn definitieve vorm in 1840. Tijdens de renovatie werd de eerste steen aangetroffen, met een inscriptie uit 1454 ter gelegenheid van de toenmalige renovatie. Dit kasteel werd tot ongeveer 1945 gebruikt door de familie Barcai. Vanaf 1955 werd het benut als jeugdhuis van de Secundaire Technische Landbouwschool. Anno 2020 waren er plannen om het te gebruiken als hotel.[2]
- Het kasteel van de familie Berzevici is een barok gebouw uit de 18e eeuw dat verbouwd werd in de 19e eeuw. Na het einde van de Tweede Wereldoorlog werd het gebouw ingericht als winkel, herberg en postkantoor. Later werd het gebruikt als pakhuis. Mettertijd werd het kasteel door de gemeente Barca aangekocht, die het naderhand doorverkocht. Anno 2020 is het gerenoveerd en in gebruik voor privédoeleinden.[2]
- Aan de Calvinistische kerk (Jozefinsky kostol) (Abovská-straat) werd vorm gegeven in 1795. De laatste grote veranderingen vonden plaats in de jaren 1990. Naast deze kerk werd in 1905 een pastorie opgetrokken.[2]

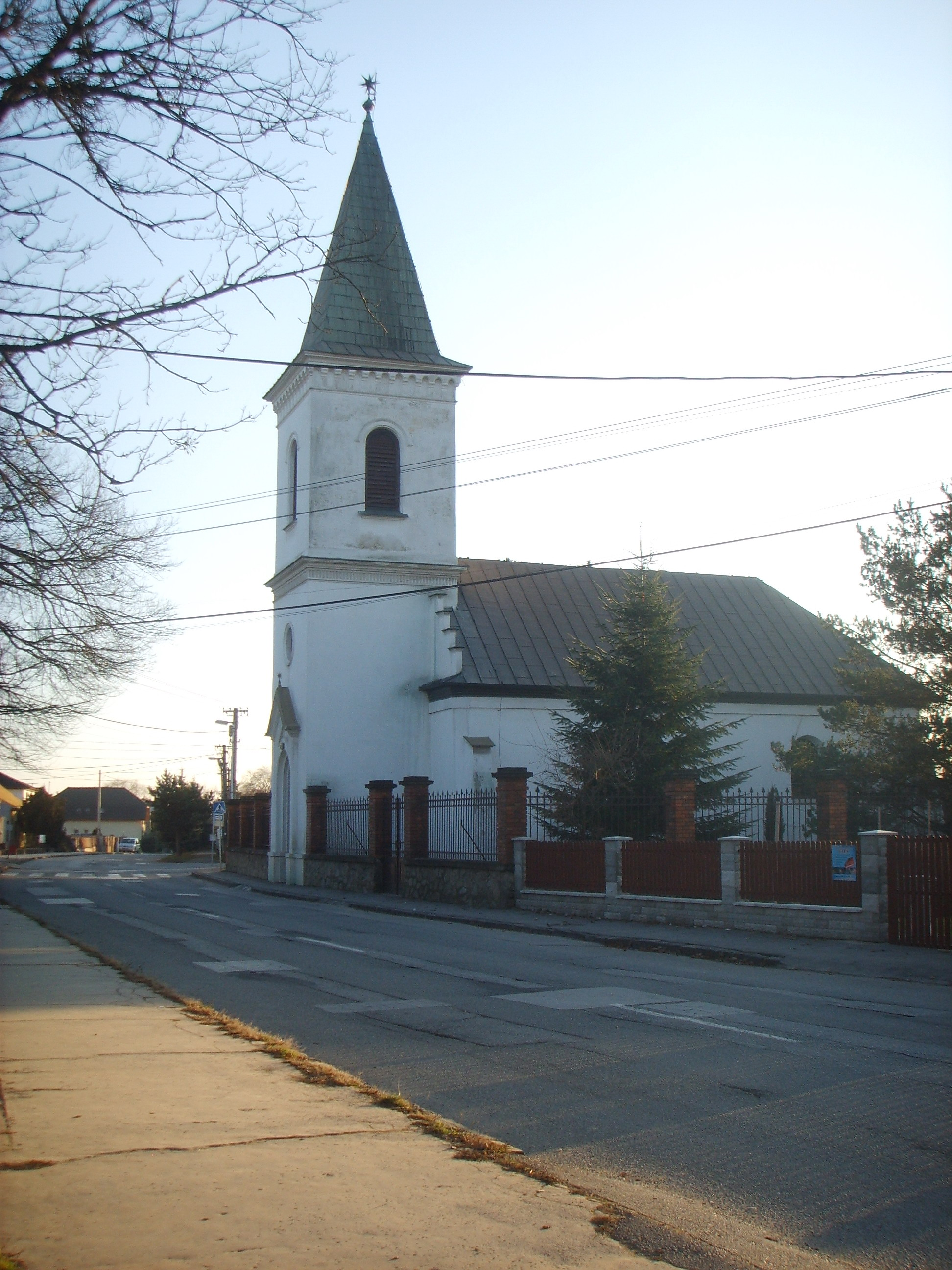
De gereformeerde kerk.

- Nabij de luchthaven ligt het luchtvaartmuseum. Dit 11 hectaren grote openluchtmuseum omvat ongeveer twintig vliegtuigen.[4]

## Openbaar vervoer

### Trein
In Barca is een klein station waar treinen van de spoorlijnen 160 (Košice-Svolen) en 169 (Kosice - Hidasneme - Hongarije via Miskolc) een stilstand in acht nemen.
In het centraal station van Košice, dat op een afstand van ongeveer 5 kilometer ligt, is een groter aantal treinen en verbindingen beschikbaar. Dit station is bereikbaar met het stedelijk openbaar vervoer (tram/bus).

### Tram en autobus
Barca is het eindpunt van de tramlijnen 4 en R8. Het traject van lijn 4 gaat doorheen het stadscentrum.
De plaats wordt eveneens bediend door de buslijnen 12 en 24.